# Burg Kokura
Die Burg Kokura (japanisch 小倉城, Kokura-jō) befindet sich im Bezirk Kokurakita der Stadt Kitakyūshū, Präfektur Fukuoka. In der Edo-Zeit residierten dort zuletzt die Ogasawara als größere Fudai-Daimyō.

## Burgherren in der Edo-Zeit
- Ab 1600 die Hosokawa mit einem Einkommen von 390.000 Koku.
- Ab 1632 die Ogasawara mit 150.000 Koku.

## Geschichte

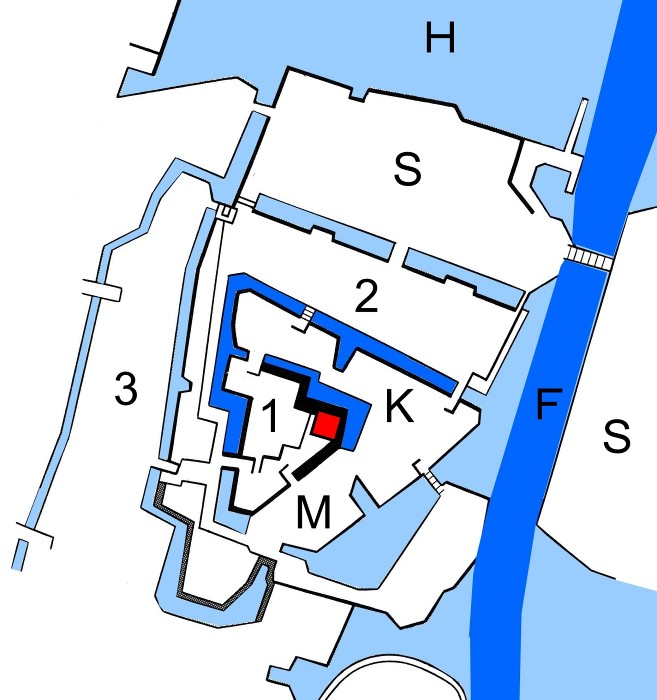
Rot: Burgturm 1: Hommaru K: Kita-no-maru M: Matsu-no-maru 2: Ni-nomaru 3: San-no-maru S: Außenbereiche H: Hibiki-nada F: Murasaki-Fluss Hellblau: überbaut

1587 beauftragte Toyotomi Hideyoshi Mori Yoshinari (森 吉成) mit dem Bau einer neuzeitlichen Anlage an Stelle einer alten Burg. Nach der Schlacht von Sekigahara, auf der Yoshinari auf der Verlierer-Seite stand, fiel die Burg an Hosokawa Tadaoki (1563–1646), der die Burg erneuerte. Die Burg war nun in den zentralen Bereich (本丸), die Bereiche Kita-no-maru (北の丸) und Matsu-no-maru (松の丸) gegliedert, die durch die Bereiche Ni-no-maru (二の丸) und San-no-maru (三の丸) ergänzt wurden. In dieser Form blieb die Burg samt ihrem imposanten vierstöckigen Burgturm bis 1866 erhalten.
Bereits Tadaokis Sohn, Hosokawa Tadatoshi (細川 忠利; 1586–1641), wurde auf die Burg Kumamoto versetzt, wo er Katō Tadahiro (加藤 忠広; 1601–1653) ablöste, der dort abgesetzt worden war.  Kokura wurde nun von  Ogasawara Tadazane (小笠原 忠真) übernommen, der und dessen Nachkommen bis zur Meiji-Restauration dort residierten. Als das Bakufu bei seiner zweiten Strafexpedition gegen die Mōri (長州征伐, Chōshū seibatsu) eine Niederlage erlitt, gaben die das Bakufu zunächst unterstützenden Ogasawara 1866 auf und setzten die Burg in Brand.
Der Burgturm wurde 1959 in Beton wieder aufgebaut und beherbergt ein Museum zur Geschichte der Burg unter dem Namen „Museum der Lebensreise“ (いのちのたび博物館, Inochi no tabi hakubutsukan). Bei Ausgrabungen wurden vergoldete Dachziegel (金箔瓦, kimpaku kawara), hölzerne Überreste von Wachtürmen und Spuren der Vorgängerburg gefunden.
Mori Ōgai war um die Wende des 20. Jahrhunderts auf der Burg stationiert, als es sich um eine Militärbasis handelte. 1998 wurden das Matsumoto Seichō Memorial Museum und der Schlossgarten auf dem Gelände der Burg eröffnet.

## Bilder

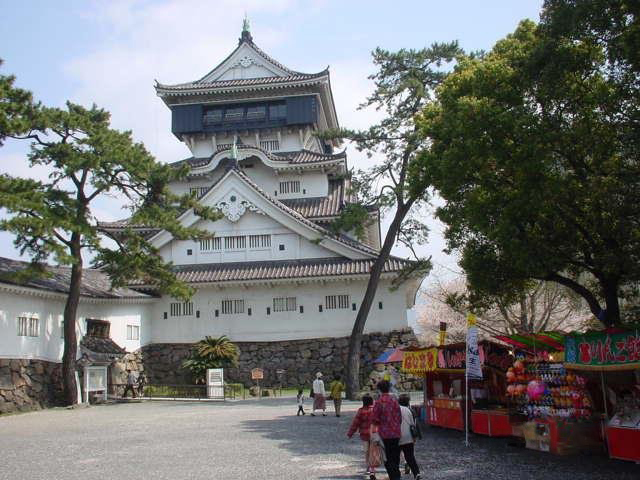
Burgturm von innerhalb des Hommaru
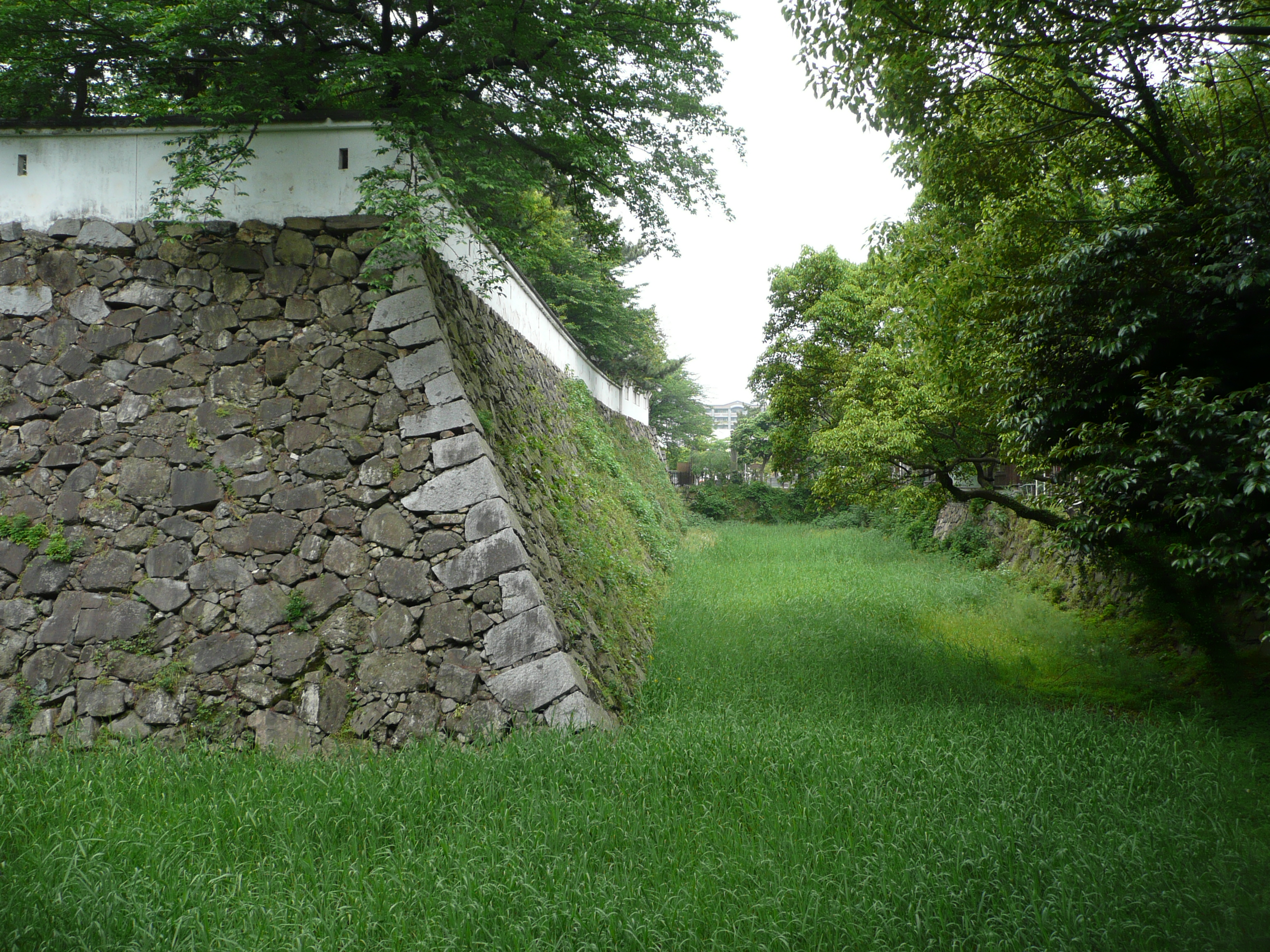
Trockener Graben am Hommaru
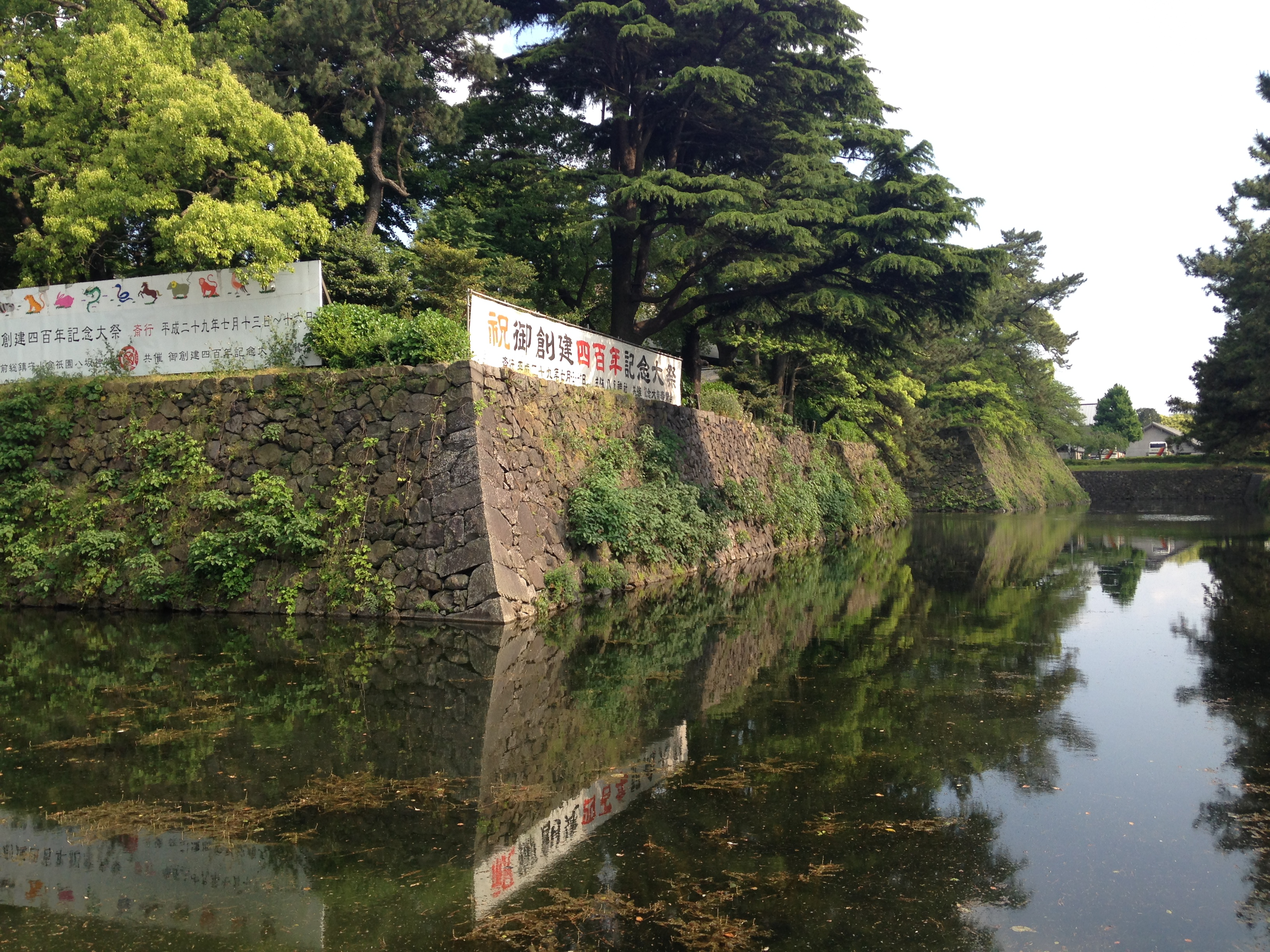
Wassergraben
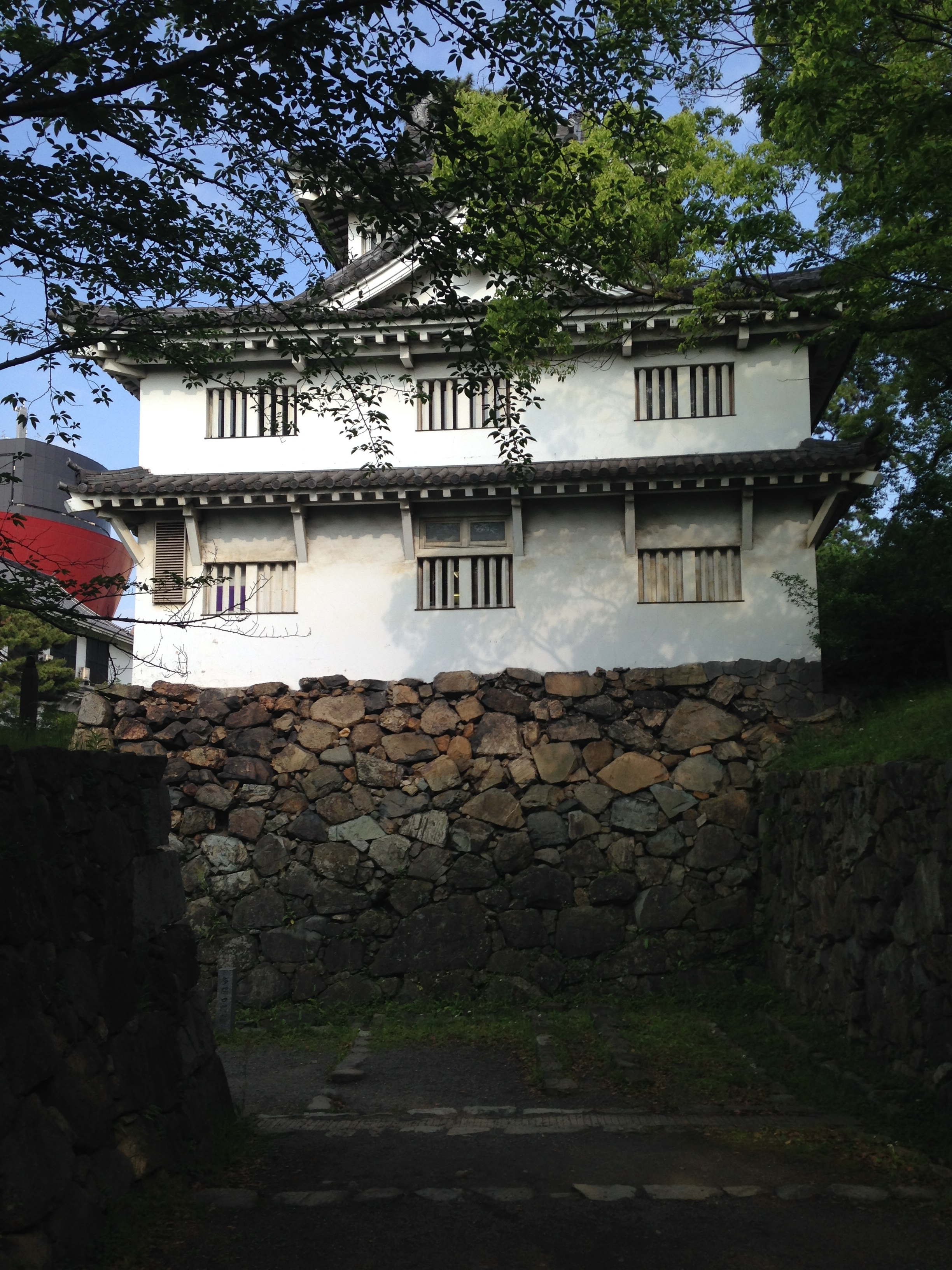
Nukagura-Wachturm
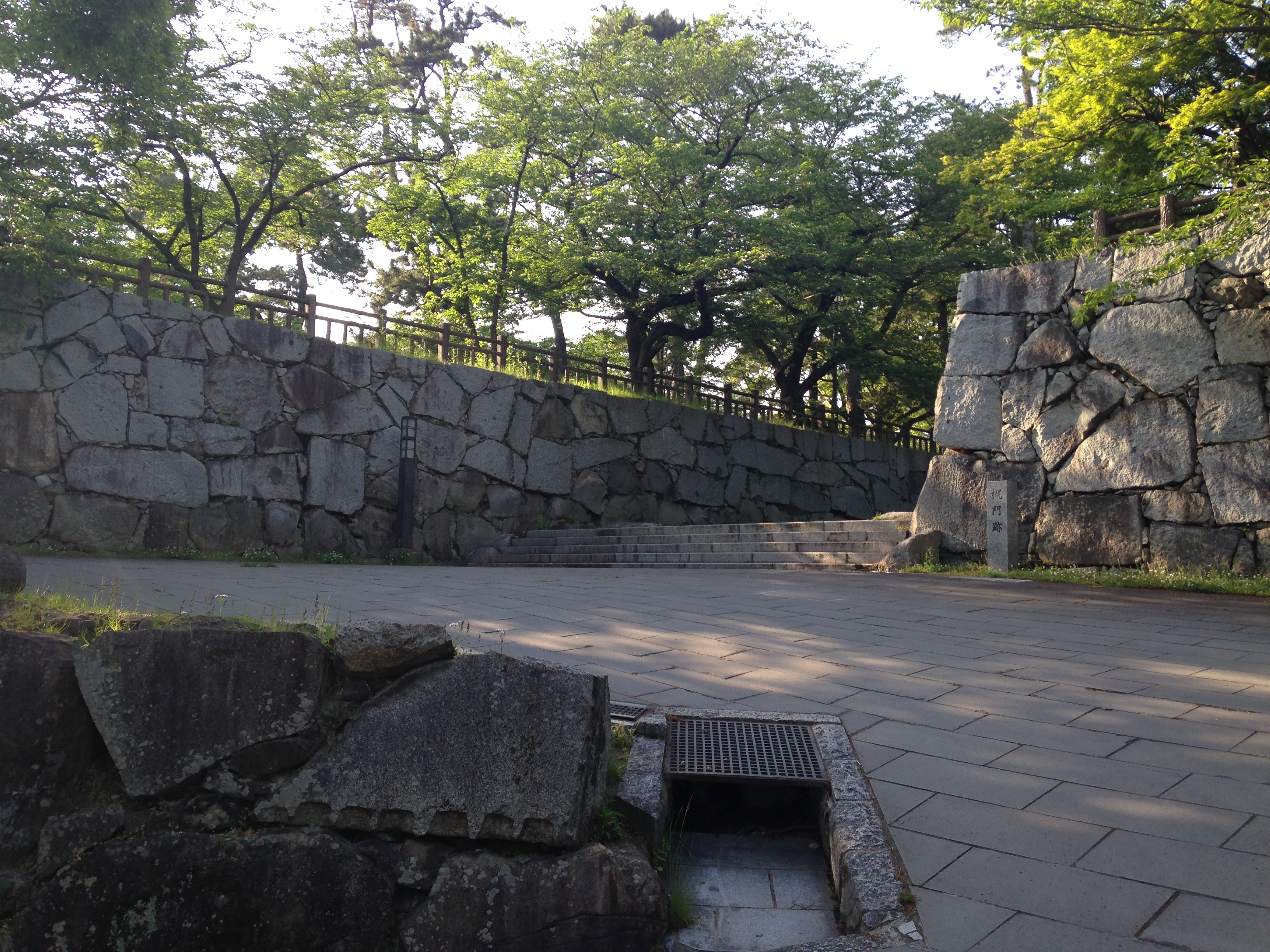
Reste des Keyaki-Tors
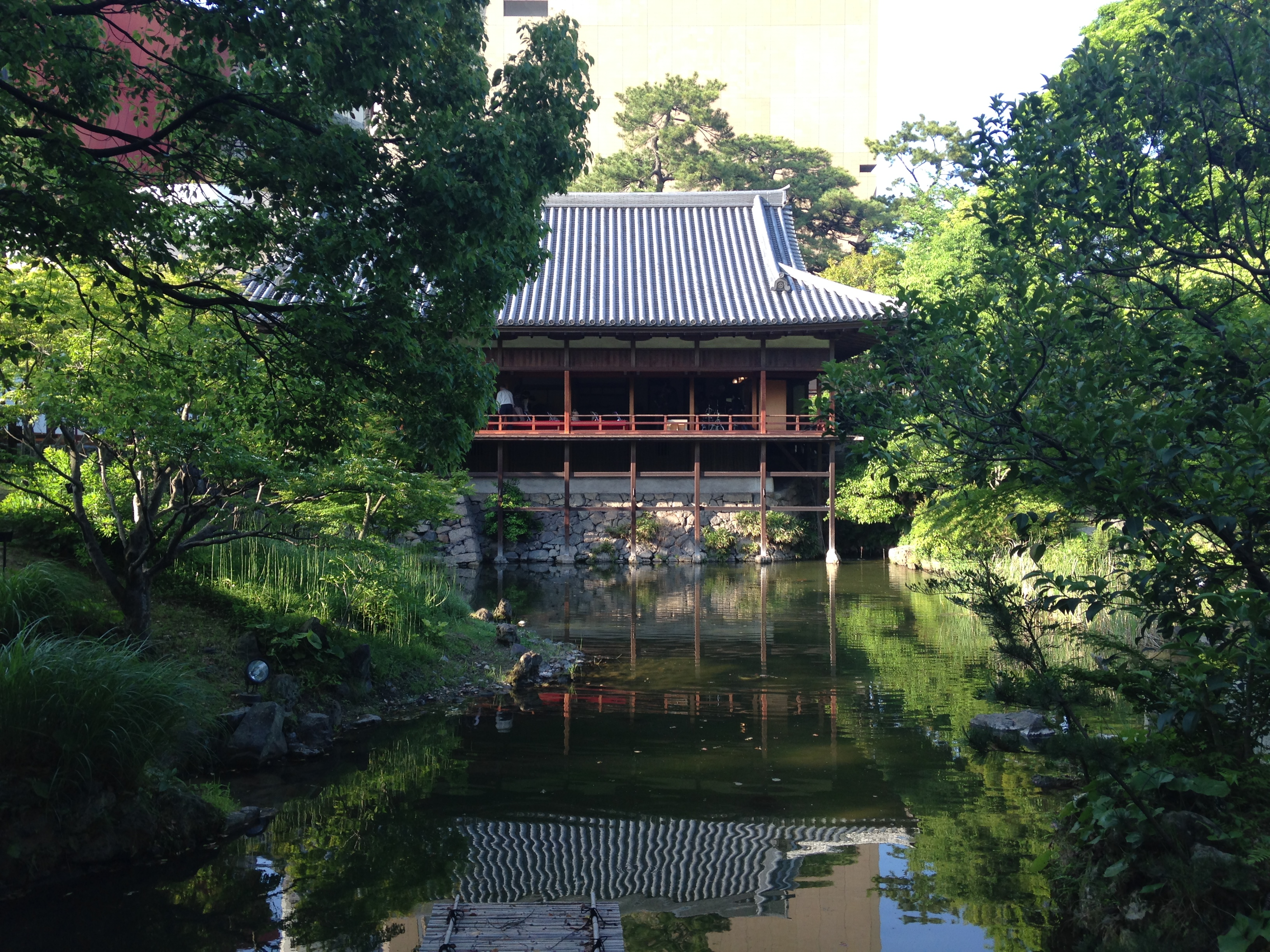
Shoin (書院) innerhalb der Burg